# Лахидж (област)
Лахидж е една от 19-те области на Йемен. Площта ѝ е 12 700 км², а населението ѝ е 900 300 жители (по оценка от 2012 г.). Разделена е на 15 окръга. Разположена е в часова зона UTC+3. Официален език е арабският.